# پلی‌استیشن ناو
پلی‌استیشن ناو (انگلیسی: PlayStation Now) یک سرویس اشتراکی ابری است که توسط سونی اینتراکتیو انترتینمنت توسعه یافته است و به کاربران اجازه می‌دهد بازی‌های پلی‌استیشن ۲، پلی‌استیشن ۳ و پلی‌استیشن ۴ را برروی پلی‌استیشن ۴، پلی‌استیشن ۵ و رایانه شخصی تجربه کنند. بازی‌های پلی‌استیشن ۲ و پلی‌استیشن ۴ را می‌توان به صورت مکانی برروی پلی‌استیشن ۴ و پلی‌استیشن ۵ دانلود کرد. با گسترش سرویس پلی استیشن پلاس برای ارائه سطوح اضافی در ماه می تا ژوئن ۲۰۲۲ اشتراک مستقل پلی استیشن ناو بسته شد، اما کاربرانی که از این سرویس استفاده میکردن آخرین سطوح پلی استیشن پلاس یعنی پرمیوم منتقل شدن..
دستگاه‌های غیر پلی‌استیشن، نیازمند دوال‌شاک یا هر دسته بازی مانند گیم‌پد اکس‌باکس برای استفاده از سرویس هستند.

## دسترسی
پلی‌استیشن ناو هم‌اکنون در اروپا (اتریش، بلژیک، دانمارک، فنلاند، فرانسه، آلمان، ایرلند، ایتالیا، لوکزامبورگ، هلند، نروژ، پرتغال، اسپانیا، سوئد، سوئیس و بریتانیا) و آمریکای شمالی (ایالات متحده و کانادا) و ژاپن تا ۳۱ مارس ۲۰۲۱ دردسترس بود و جای خود را به پلی استیشن پلاس داد